# Horn Hill
Horn Hill és una població dels Estats Units a l'estat d'Alabama. Segons el cens del 2000 tenia 235 habitants.

## Demografia
Segons el cens del 2000, Horn Hill tenia 235 habitants, 107 habitatges, i 68 famílies. La densitat de població era de 34 habitants/km².
Dels 107 habitatges en un 28% hi vivien nens de menys de 18 anys, en un 51,4% hi vivien parelles casades, en un 9,3% dones solteres, i en un 36,4% no eren unitats familiars. En el 35,5% dels habitatges hi vivien persones soles l'11,2% de les quals corresponia a persones de 65 anys o més que vivien soles. El nombre mitjà de persones vivint en cada habitatge era de 2,2 i el nombre mitjà de persones que vivien en cada família era de 2,82.
Per edats la població es repartia de la següent manera: un 23,8% tenia menys de 18 anys, un 9,8% entre 18 i 24, un 28,9% entre 25 i 44, un 25,5% de 45 a 60 i un 11,9% 65 anys o més.
L'edat mediana era de 35 anys. Per cada 100 dones hi havia 104,3 homes. Per cada 100 dones de 18 o més anys hi havia 108,1 homes.
La renda mediana per habitatge era de 25.313 $ i la renda mediana per família de 36.667 $. Els homes tenien una renda mediana de 26.964 $ mentre que les dones 17.031 $. La renda per capita de la població era de 12.898 $. Aproximadament el 21% de les famílies i el 22,4% de la població estaven per davall del llindar de pobresa.

## Poblacions més properes
El següent diagrama mostra les poblacions més properes.